# Eugen Habermann

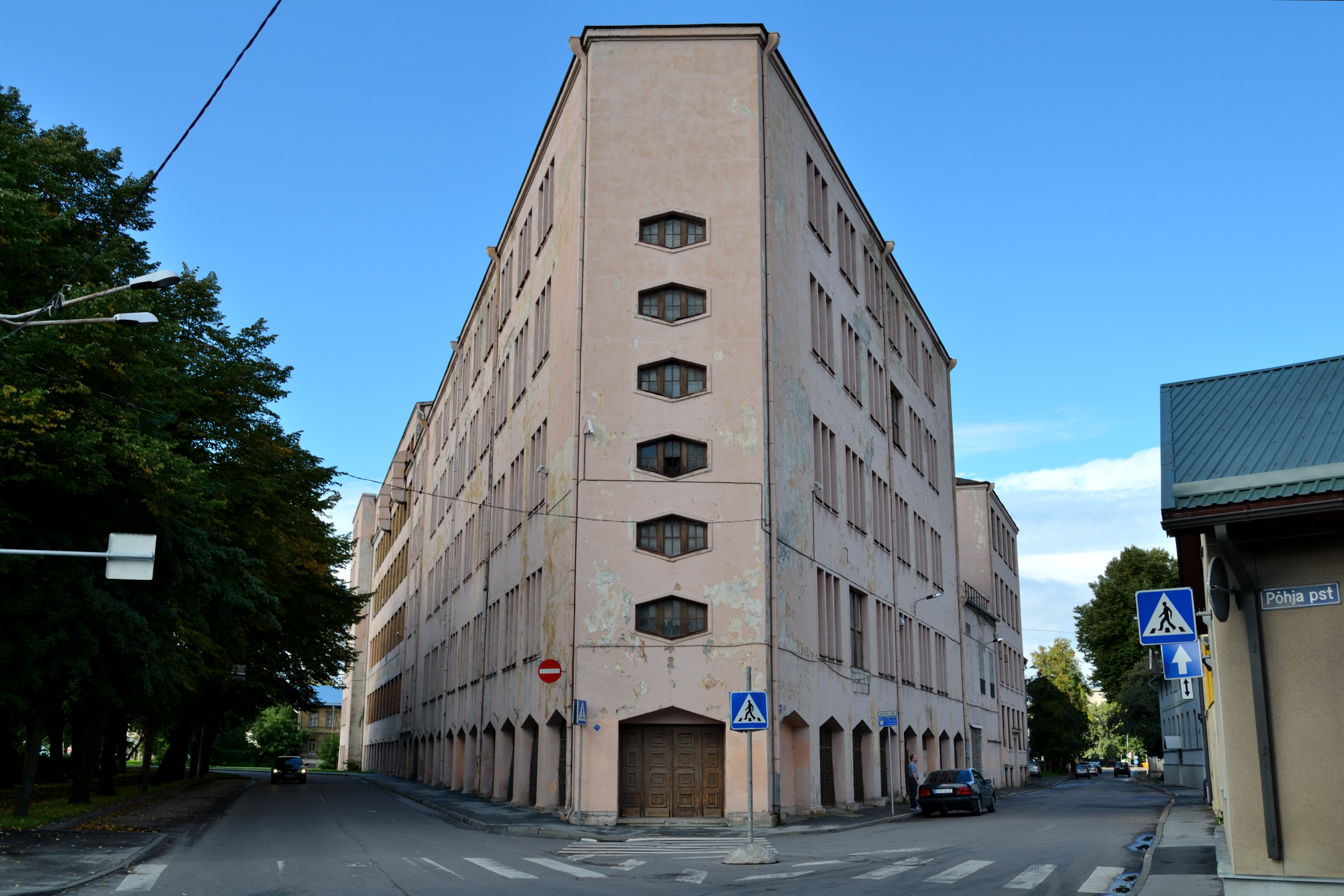
Rauaniit, Tallinn.

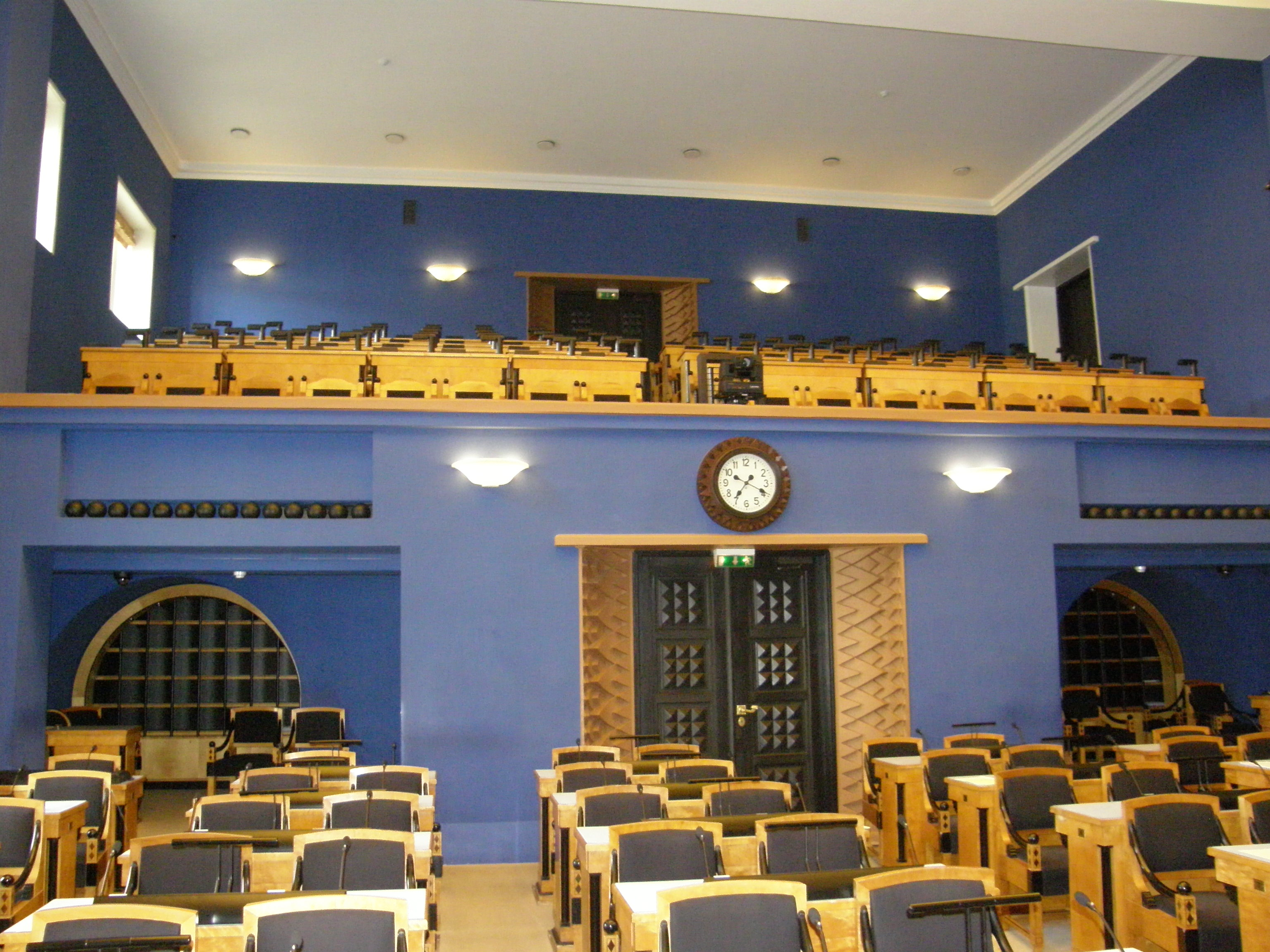
Plenarsalen i estländska parlamentet (tillsammans med Herbert Johanson).

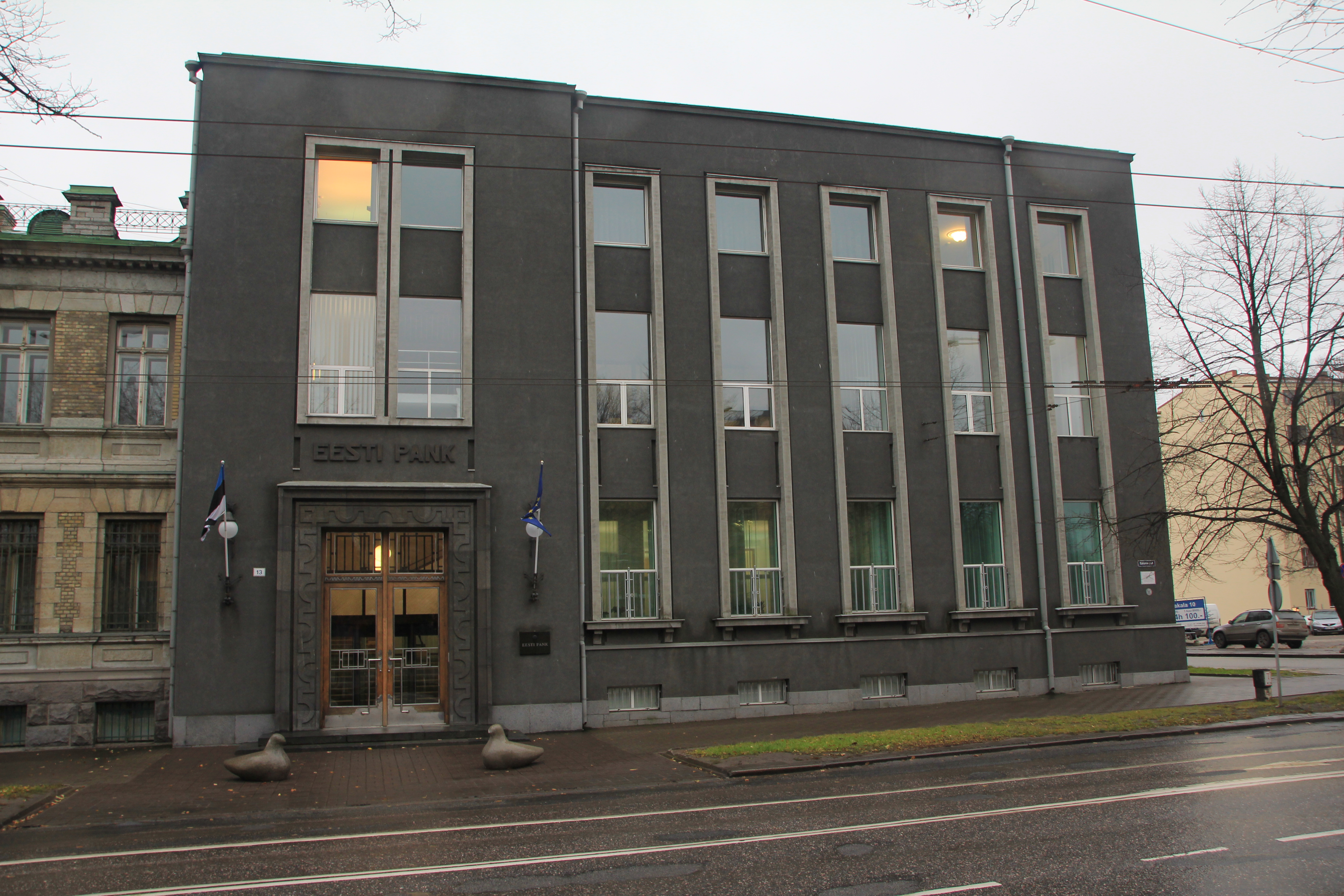
Estlands banks huvudkontor.

Eugen Habermann, född 19 oktober 1884 i Tallinn, död 22 september 1944 i Östersjön, nära Ventspils, var en estländsk arkitekt.
Eugen Habermann utbildade sig vid Rigas polytekniska institut 1902–1905 och vid Dresdens tekniska högskola 1906–1909. Han arbetade i Dresden 1909–1912, i Liepāja i Kurland 1910–1911 och var byggledare för Estlands nationaloperas byggnad. Han var stadsarkitekt i Tallinn 1914–1923. Han arbetade då bland annat med restaurering av Gamla staden.

## Verk i urval
- Estlands parlaments byggnad (Riigikogu), på Domberget, 1920–1922 (tillsammans med Herbert Johanson)
- Rauaniit textil- och konfektionsfabrik, Põhja puiestee 7, i Tallinn, 1926–1932
- Elektricitetsverk, Põhja puiestee 27), Tallinn, 1928–1932
- Affärs- och bostadshus, Pärnu maantee 6, Tallinn, 1932–1933
- Eesti Panks huvudkontor, Estonia puiestee 13, Tallinn, 1935 (tillsammans med Herbert Johanson)
- Bostadshus, Roosikrantsi 8/8a, Tallinn, 1939